# چیدنیک ماوی
چیدنیک ماوی (به لاتین: Trzydnik Mały) یک روستای لهستان در لهستان است که در Gmina Trzydnik Duży واقع شده‌است.